# Заостровка (река)
Заостровка — река в России, протекает по Ижемскому району Республики Коми. Впадает в протоку Коршак-Шар Печоры справа. Длина реки составляет 54 км.
Образуется при слиянии рек Северная Заостровка и Южная Заостровка. Высота истока над уровнем моря — 61 м. Высота устья над уровнем моря — 15,2 м.

## Притоки
Левый: Асыввож.
Правые: ручей Кустовой, Пелявинейшор, Никита-Киркаель.

## Данные водного реестра
По данным государственного водного реестра России относится к Двинско-Печорскому бассейновому округу, водохозяйственный участок реки — Печора от впадения реки Уса до водомерного поста Усть-Цильма, речной подбассейн реки — бассейны притоков Печоры ниже впадения Усы. Речной бассейн реки — Печора.
Код объекта в государственном водном реестре — 03050300112103000075540.